# Unfallfotogrammetrie
Unfallfotogrammetrie oder Unfallphotogrammetrie bezeichnet die Auswertung von Messbildern nach einem Verkehrsunfall, um den Unfallhergang und eventuelle Brems- und andere Spuren bleibend zu dokumentieren. Sie ist ein Teilgebiet der Photogrammetrie.
Für das genaue Vermessen und Dokumentieren der Unfallstelle ist erforderlich, dass die fotografischen Aufnahmen aus verschiedenem Blickwinkel erfolgen. Denn die für den Unfallhergang wesentlichen Punkte und Spuren werden am Auswertegerät (Stereokomparator) durch geometrische Schnitte der jeweiligen Bildstrahlen ermittelt, wodurch jedes relevante Objekt im dreidimensionalen Raum verortbar ist. Zuvor ist eine örtliche Einmessung einiger Passpunkte -- möglichst ins System der Landeskoordinaten -- vorzunehmen.

## Entwicklung des Fachs und Ausbildungskurse
Als Teilgebiet der Photogrammetrie etablierte sich die Unfallfotogrammetrie in den 1980er Jahren, insbesondere an den Technischen Universitäten in Wien (Prof. Karl Kraus) und in Hannover.
Die Hochschulen bieten darüber hinaus Postgraduate-Programme für absolvierte Ingenieure an sowie teilweise Ausbildungskurse für die Polizei. Dabei werden auch die Möglichkeiten behandelt, mit Amateurkameras eine einwandfreie Unfallaufnahme zu erzielen. Wichtig ist hierfür vor allem die ausreichende Bildüberdeckung der einzelnen Fotos und das Einbeziehen maßstabsgebender Linien.
Fallweise nutzt man Stereo-Nahaufnahmen für die Schadensdokumentation, etwa von Kontaktzonen bei Blechschäden, oder zur Vermeidung von Versicherungsbetrug.

## Phidias
Phidias (Photogrammetrisches Interaktives Digitales Auswertesystem) ist ein System zur Herstellung von maßstabsgerechten Skizzen von Tatorten / Unfallstellen. Das Verfahren ist bei der Polizei in Niedersachsen 1998 eingeführt worden. Die Polizei in Nordrhein-Westfalen nutzt dieses System seit 2000.